# Midshipman Jack

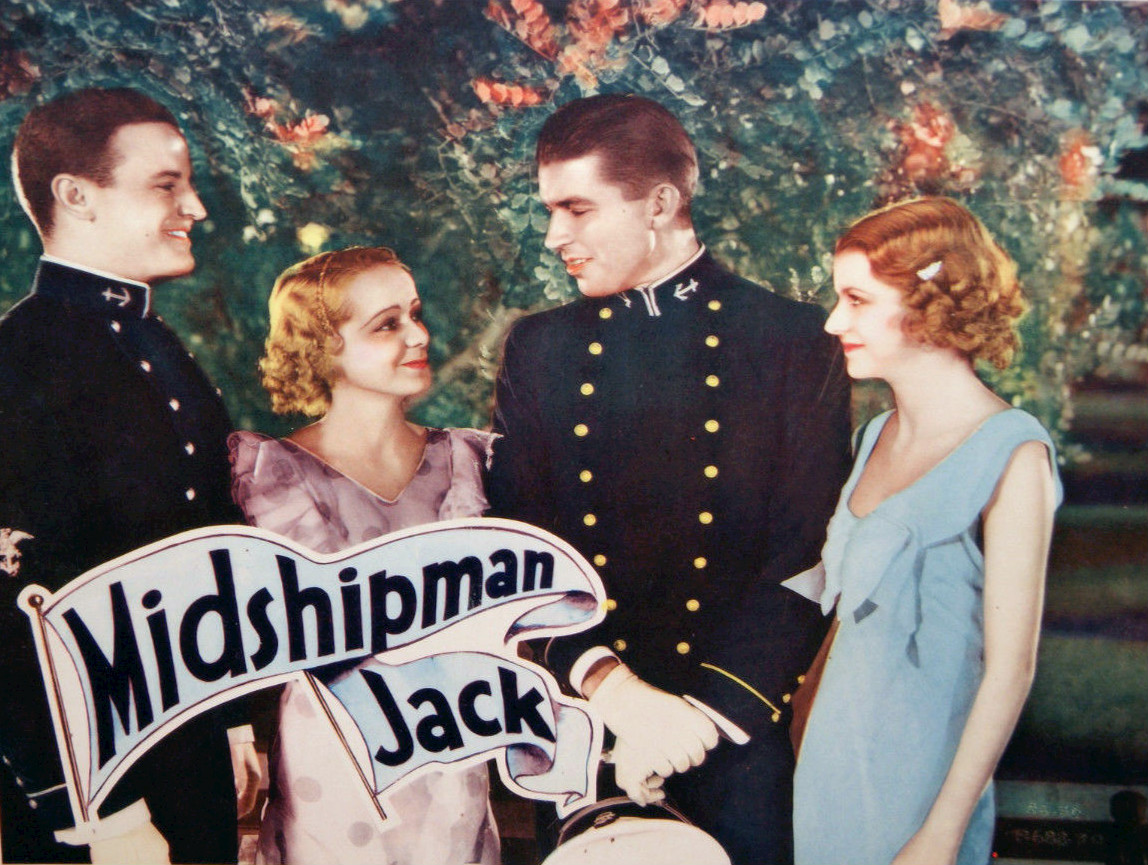
Carte promotionnelle du film.

Midshipman Jack est un film américain réalisé par Christy Cabanne, sorti en 1933.

## Fiche technique
- Réalisation : Christy Cabanne
- Assisant réalisateur : Tommy Atkins
- Scénario : Frank Wead, F. McGrew Willis
- Producteur : Merian C. Cooper
- Photographie : Alfred Gilks, Nicholas Musuraca
- Montage : Basil Wrangell
- Musique : Max Steiner
- Genre : Aventure[1]
- Production : RKO Pictures
- Distributeur : RKO Pictures
- Durée : 71 minutes
- Date de sortie : 22 septembre 1933[2],[3]

## Distribution
- Bruce Cabot : Jack Austin
- Betty Furness : Ruth Rogers
- Frank Albertson : Russell H. Burns
- Arthur Lake : Allen S. Williams
- Florence Lake : Sally Withers
- John Darrow : Clark Simpson
- Purnell Pratt : Captaine Rogers
- Margaret Seddon : Mrs. Burns